# Manucure (film)
Pour plus de détails, voir Fiche technique et Distribution.
Manucure (titre original : The Manicure Girl) est un film américain réalisé par Frank Tuttle, sorti en 1925.
Certaines scènes ont été filmées avec une caméra tenue à la main et stabilisée par gyroscope.

## Fiche technique
- Titre original : The Manicure Girl
- Réalisation : Frank Tuttle
- Scénario : Townsend Martin
- Producteurs : Adolph Zukor, Jesse Lasky
- Photographie : J. Roy Hunt
- Distribution : Paramount Pictures
- Durée : 60 minutes (6 bobines)[2],[3]
- Date de sortie : 6 juillet 1925

## Distribution
- Bebe Daniels : Maria Maretti
- Edmund Burns : Antonio Luca
- Dorothy Cumming : Flora
- Hale Hamilton : James Morgan
- Charlotte Walker : Mme Morgan
- Marie Shotwell : Mme Wainwright
- Ann Brody : Mère Luca
- Mary Foy : Mme Root-Chiveley